# Allium ionandrum
Allium ionandrum — вид рослин з родини амарилісових (Amaryllidaceae); ендемік Афганістану.

## Опис
Оцвітина урноподібно-дзвінчаста, білувата.

## Поширення
Ендемік Афганістану.